# Visztulai csata
A visztulai csata, más néven varsói csata, a keleti fronton zajlott az első világháború idején, 1914 őszén.

## Háttere
Amikor az Osztrák–Magyar Monarchia csapatait kivonták Galíciából, a galíciai csata után, a német ipari körzet, Szilézia védtelen maradt, és azzal fenyegetett a helyzet, hogy az oroszok megindítanak egy offenzívát, és egyenesen Németország központi területei felé veszik az irányt. Annak érdekében, hogy megelőzzék az orosz készülődéseket, és megsegítsék a meggyengült osztrák-magyar csapatokat, Erich von Falkenhayn, a német főparancsnok elrendelte a 8. német hadtest nagy részének átvezénylését Kelet-Poroszországból Krakkóba, hogy egy támadást hajtsanak végre az oroszok ellen. 

## A csata

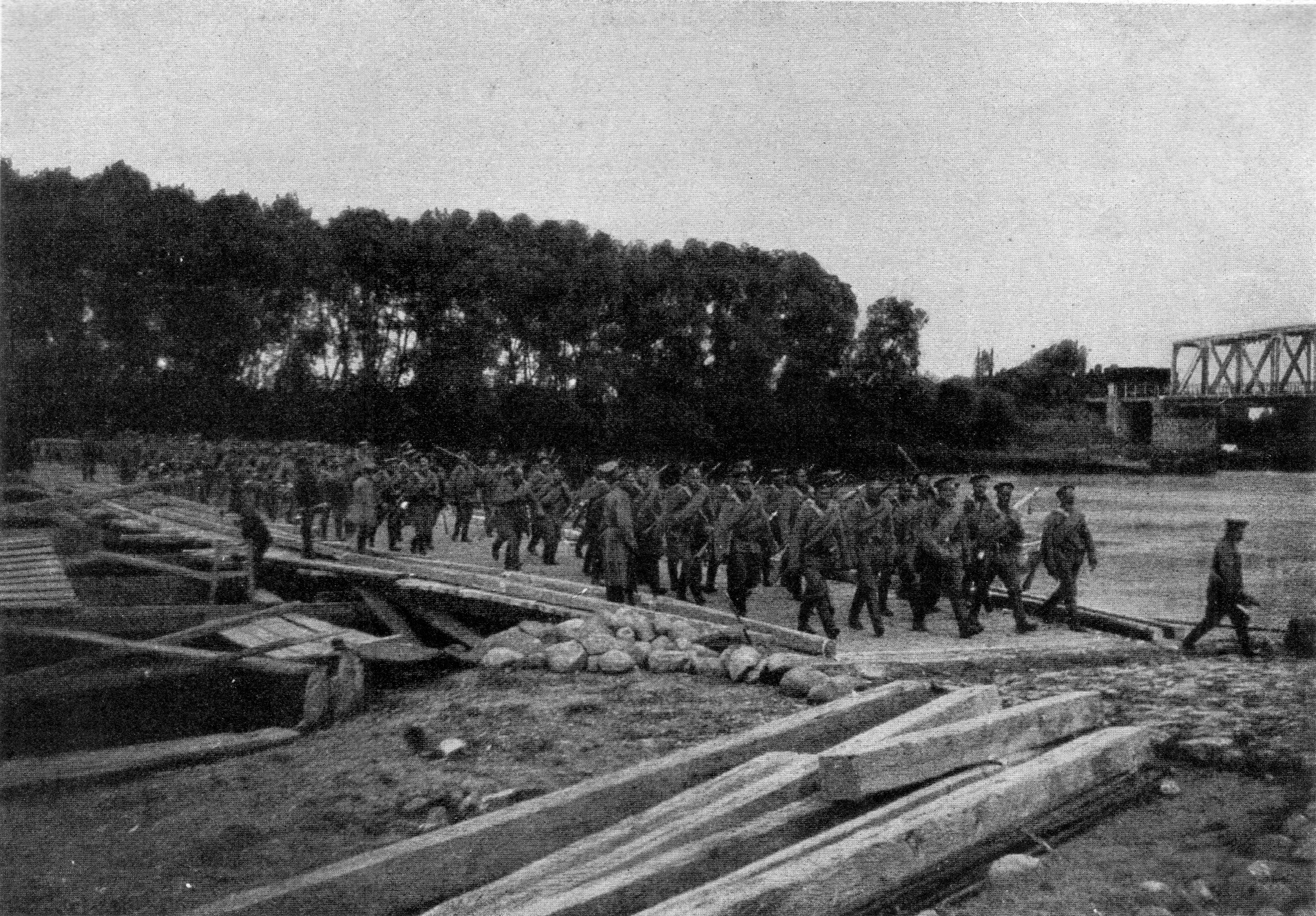
A Visztulán átkelő orosz katonák 1914-ben.

Hindenburg október 9-ére elérte a Visztulát, és csak 19 km-re volt Varsótól. Ekkor a német támadás elkezdett megtorpanni. Nyikolaj Ruzszkij, az orosz északkeleti front parancsnoka jelentős erősítést hozott a kilencedik hadsereg ellen.